# Trường Đại học Hùng Vương Thành phố Hồ Chí Minh
Trường Đại học Hùng Vương Thành phố Hồ Chí Minh (DHV) là một đại học dân lập được thành lập năm 1995 bởi cố Giáo sư Tiến sĩ Ngô Gia Hy hiện do Ông Đặng Thành Tâm đứng ở cương vị Chủ tịch Hội đồng trường. Với định hướng trở thành một trường đại học thông minh, đổi mới sáng tạo và khởi nghiệp, DHV tạo dựng môi trường học tập hiện đại - nơi công nghệ, sáng tạo và thực tiễn được kết nối chặt chẽ. Với sự lãnh đạo của TS. Trần Việt Anh (Phó Hiệu trưởng Phụ trách trường), trường tập trung xây dựng hệ sinh thái khởi nghiệp toàn diện, truyền cảm hứng và hỗ trợ sinh viên hiện thực hóa những ý tưởng đột phá, đáp ứng nhu cầu phát triển của xã hội trong thời đại số.

## Cơ cấu tổ chức

### Hội đồng trường
Hội đồng Trường của Trường Đại học Hùng Vương Thành phố Hồ Chí Minh gồm 09 thành viên:
1. Ông Đặng Thành Tâm - Chủ tịch Hội đồng trường
2. TS. Trần Việt Anh - Phó Chủ tịch thường trực Hội đồng trường, Phó Hiệu trưởng phụ trách trường
3. Ông Trương Hạ Long - Phó Chủ tịch Hội đồng trường
4. PGS.TS Lê Bảo Lâm - Thành viên Hội đồng trường
5. Ông Nguyễn Tri Hổ - Thành viên Hội đồng trường
6. TS. Nguyễn Kim Quang - Thành viên Hội đồng trường
7. TS. Nguyễn Thị Thu Hương - Thành viên Hội đồng trường
8. Ông Trần Văn Thuận - Thành viên Hội đồng trường
9. TS. Vũ Quốc Khánh - Thành viên Hội đồng trường

### Ban Giám hiệu
1. TS. Trần Việt Anh – Phó Hiệu trưởng Phụ trách trường
2. PGS.TS. Trần Văn Hưng - Phó Hiệu trưởng
3. TS. Lương Thị Hoà - Phó Hiệu trưởng

### Hiệu trưởng qua các thời kỳ
1. GS. ThS Y khoa Ngô Gia Hy – Hiệu trưởng đầu tiên (1995 – 2001)
2. TS. Cao Xuân Tiến – Hiệu trưởng (2001 – 2005)
3. PGS. NGƯT Lê Văn Lý – Hiệu trưởng (2005 – 2015)
4. TS. Tạ Thị Kiều An – Hiệu trưởng (2017 – 2018)
5. PGS.TS. NGND. Đỗ Văn Xê – Hiệu trưởng (2018 – 2019)
6. TS. Nguyễn Kim Quang – Hiệu trưởng (2020 - 2021)

## Lịch sử
Ngày 14 tháng 1 năm 1993, một nhóm trí thức do cố GS. ThS Y khoa Ngô Gia Hy đứng đầu đã dự định thành lập một trường đại học dân lập tại Thành phố Hồ Chí Minh.[2]
Tháng 11 năm 1993, hội đồng sáng lập Trường Đại học Dân lập Hùng Vương được công nhận theo quyết định số 2395/QĐ-TCCB ngày 3 tháng 11 năm 1993 của Bộ Giáo dục và Đào Tạo. Hội đồng gồm 9 thành viên: Cố GS. ThS Ngô Gia Hy làm chủ tịch, Cố PGS. BS Trương Công Cán là phó chủ tịch và các ông Trần Quốc Huy, Nguyễn Nhã, Nguyễn Chung Tú, Diệp Vĩ Nam (đại diện ông Trần Tuấn Tài), Hà Bính Thân, Phan Tấn Chức, Vũ Đức Thắng làm thành viên.
Ngày 26 tháng 10 năm 1994 GS. ThS Y khoa Ngô Gia Hy gửi tờ trình Bộ Giáo dục và Đào Tạo. Tiếp sau đó, tờ trình số 2568/TCCB, ngày 31 tháng 7 năm 1995, của Bộ trưởng Bộ Giáo dục và Đào tạo gửi Thủ tướng Chính phủ, đề nghị thành lập Đại học Dân lập Hùng Vương tại Thành phố Hồ Chí Minh.
Ngày 14 tháng 5 năm 1995 trường được thành lập theo quyết định số 470/TTg, ngày 14 tháng 5 năm 1995 của Thủ tướng Chính phủ.
Trường Đại học dân lập Hùng Vương được đổi tên thành Trường Đại học Hùng Vương Thành phố Hồ Chí Minh và hoạt động theo mô hình trường Đại học Tư thục theo công văn số 4167/BGDĐT-PC ngày 14 tháng 5 năm 2008 của Bộ Giáo dục và Đào tạo.
Ở cột mốc 30 năm hình thành và phát triển, Trường Đại học Hùng Vương Thành phố Hồ Chí Minh đã đào tạo hơn 22.000 sinh viên đại học, cao đẳng và trung cấp chuyên nghiệp chính quy.

## Tên gọi chính xác
Trường Đại học Hùng Vương Thành phố Hồ Chí Minh (DHV) là cơ sở giáo dục đại học tư thục, được thành lập theo Quyết định số 2395/QĐ-TTCB ngày 03/11/1993 của Bộ Giáo dục và Đào tạo.

### Tên gọi chính thức:
- Tiếng Việt: Trường Đại học Hùng Vương Thành phố Hồ Chí Minh
- Tiếng Anh: Hung Vuong University of Ho Chi Minh City
- Tên viết tắt: DHV

## Ngành nghề đào tạo
Năm 2017, Trường Đại học Hùng Vương Thành phố Hồ Chí Minh được phép tuyển sinh 6 ngành (Kế toán, Quản lý bệnh viện, Công nghệ sau thu hoạch, Công nghệ thông tin, Quản trị kinh doanh, Tài chính - ngân hàng). 
Đến năm 2024, trường tiếp tục mở rộng quy mô đào tạo, tổ chức tuyển sinh và đào tạo các trình độ đại học và sau đại học với các ngành đào tạo như:
1. Khoa Du lịch - Nhà hàng - Khách sạn (Gồm các ngành: Quản trị DV Du lịch và Lữ hành; Quản trị Khách sạn).
2. Khoa Luật (Gồm các ngành: Luật; Luật kinh tế).
3. Khoa Ngôn ngữ (Gồm các ngành: Ngôn ngữ Anh; Ngôn ngữ Nhật; Ngôn ngữ Trung Quốc; Ngôn ngữ Hàn Quốc).
4. Khoa Khoa học Sức khỏe (Gồm các ngành: Quản lý Bệnh viện; Tâm lý học).
5. Khoa Tài chính - Ngân hàng - Kế toán (Gồm các ngành: Tài chính - Ngân hàng; Kế toán; Công nghệ Tài chính - Fintech).
6. Khoa Kỹ thuật - Công nghệ (Gồm các ngành: Công nghệ Thông tin; Kỹ thuật máy tính).
7. Khoa Quản trị Kinh doanh - Marketing (Gồm các ngành: Quản trị Kinh doanh; Marketing; Thương mại điện tử; Kinh tế Quốc tế).
8. Viện Đào tạo Sau đại học & Hợp tác quốc tế (Gồm các ngành: Quản trị kinh doanh; Tài chính - Ngân hàng; Luật; Quản trị dịch vụ Du lịch và Lữ hành).

## Các cơ sở tại Thành phố Hồ Chí Minh
Trường hiện tại có 4 cơ sở:
- Trụ sở: 736 Nguyễn Trãi, Phường 11, Quận 5, TP.HCM
- Cơ sở 1: 28 - 30 Ngô Quyền, Phường 6, Quận 5, TP.HCM
- Cơ sở 2: 37 Kinh Dương Vương, Phường 12, Quận 6, TP.HCM
- Cơ sở 3: Công viên Phần mềm Quang Trung, Lô 46, P. Tân Chánh Hiệp, Quận 12, TP.HCM

## Quy mô

### Khối Phòng ban
1. Phòng Đào tạo
2. Phòng Công tác Sinh viên và Xã hội
3. Phòng Khảo thí và Quản lý Chất lượng
4. Phòng Quản lý Khoa học
5. Phòng Công nghệ và Truyền thông
6. Phòng Tổ chức - Nhân sự
7. Phòng Hành chính - Quản trị
8. Phòng Tài chính - Kế toán
9. Phòng Hợp tác và Phát triển
10. Phòng Chuẩn hoá và Quản trị Tri thức

### Khối Khoa
1. Khoa Quản trị Kinh doanh - Marketing
2. Khoa Tài chính - Ngân hàng - Kế toán
3. Khoa Ngôn ngữ
4. Khoa Du lịch - Nhà hàng - Khách sạn
5. Khoa Kỹ thuật Công nghệ
6. Khoa Luật
7. Khoa Khoa học Sức khỏe
8. Khoa Khoa học Liên ngành

### Các Trung tâm và Viện
1. Trung tâm Tuyển sinh và Quan hệ Doanh nghiệp
2. Viện Đào tạo Sau đại học
3. Thư viện
4. Ban Điều hành Hợp tác Liên kết Đào tạo
5. Viện Y dược Sài Gòn
6. Vườn ươm Khởi nghiệp DHV
7. Trung tâm Du học và Đào tạo nhân lực quốc tế
8. Viện Chiến lược và Phát triển bền vững

Ghi chú: Sơ đồ tổ chức có thể được điều chỉnh theo từng giai đoạn phát triển của nhà trường.

## CLB - Đội nhóm

### CLB Tourism
Câu lạc bộ Tourism là sân chơi dành cho sinh viên đam mê du lịch, được thành lập với mục tiêu tạo môi trường giúp thành viên rèn luyện kỹ năng sống, làm việc và phát triển các kỹ năng chuyên môn trong lĩnh vực du lịch. CLB tổ chức các hoạt động học thuật, ngoại khóa, đồng thời hỗ trợ định hướng nghề nghiệp và khám phá tiềm năng bản thân.

### CLB Thực hành nghề Luật
CLB Thực hành nghề Luật mang đến cơ hội rèn luyện các kỹ năng cần thiết thông qua các hoạt động như tổ chức phiên tòa giả định, tham gia phiên tòa thực tế, giao lưu chuyên gia và xây dựng mạng lưới quan hệ. CLB hướng đến trang bị kiến thức thực tiễn, hỗ trợ sinh viên phát triển sự nghiệp trong lĩnh vực pháp luật.

### CLB Truyền thông và Sự kiện (ACE)
ACE Club là nơi kết nối các sinh viên đam mê tổ chức sự kiện và truyền thông. Với tinh thần "Chạy sự kiện là 9, chạy deadline là 10", ACE là môi trường năng động để học hỏi, đồng hành và phát triển kỹ năng thực tế trong lĩnh vực sáng tạo nội dung và tổ chức chương trình.

### CLB Karatedo
CLB Karatedo được thành lập với tinh thần "Nhân - Lễ - Nghĩa", mang đến cơ hội rèn luyện ý chí kiên cường và phát triển kỹ năng võ thuật. Đây là nơi quy tụ những sinh viên yêu thích Karatedo, cùng học hỏi và phát triển trong một môi trường gắn kết.

### CLB De Cuisine
“Ăn uống là con đường nhanh nhất đến trái tim!” CLB De Cuisine là nơi sinh viên có thể học hỏi và sáng tạo những món ăn ngon, chia sẻ niềm đam mê ẩm thực và tận hưởng những khoảnh khắc vui vẻ bên nhau.

### CLB Cầu Lông
Với slogan “Thách thức bản thân, vượt mọi giới hạn,” CLB Cầu Lông là nơi dành cho những ai yêu thích thể thao và không ngại tập luyện để đạt được thành tích. Hãy tham gia để cùng chúng mình vượt qua mọi thử thách trên sân cầu!

### CLB E-Sports
Được thành lập nhằm đón đầu xu hướng thể thao điện tử trong thời đại công nghệ số, CLB E-Sports là nơi hội tụ những game thủ tài năng. Nếu bạn muốn tỏa sáng trong các giải đấu và xây dựng cộng đồng e-sports mạnh mẽ, đừng ngần ngại tham gia cùng chúng mình!

## Cựu sinh viên nổi bật

### Huỳnh Phúc Vinh
Cựu sinh viên ngành Công nghệ thông tin (CTO - Giám đốc công nghệ công ty VinHMS - Thành viên tập đoàn VinGroup)
Cựu sinh viên Công nghệ thông tin khóa 2002. Hiện tại Huỳnh Phúc Vinh là CTO - Giám đốc công nghệ công ty VinHMS - thành viên tập đoàn VinGroup.

### Nguyễn Mỹ Linh
Cựu sinh viên ngành Quản lý Bệnh viện (Trưởng Phòng Công tác Xã hội, Bệnh viện Nguyễn Tri Phương)
“Tôi đã vận dụng rất nhiều kiến thức trong quá trình học tập tại trường Đại học Hùng Vương Thành phố Hồ Chí Minh cho công việc của mình.Ở trường, tôi vừa học lý thuyết vừa đi thực tập thực tế. Đó là cơ hội cho tôi được tiếp cận với công việc một cách nhanh chóng. Ngoài ra, tôi được đào tạo cả những kỹ năng mềm như thuyết trình, giao tiếp…tạo nền tảng cho tôi tự tin hơn khi nói chuyện trước đám đông, tự tin trình bày những chính kiến của mình.”

### Đoàn Lâm Quang Minh
Founder Minh team SJC - Công ty Team Building, sự kiện và du lịch (cựu sinh viên ngành du lịch)
“Trường Đại học Hùng Vương Thành phố Hồ Chí Minh là ngôi nhà thứ 2 của Minh, nơi đó Minh cảm nhận được sự chân thành, nhiệt huyết từ các thầy cô, những người có chuyên môn cao rộng với sự kinh nghiệm thực tế tại các đơn vị hàng đầu trong ngành du lịch. Trường có môi trường học tập tốt với những hoạt động phong trào giúp Minh thỏa sức đam mê, sáng tạo trong chính ngành học, từ đó mang lại những giá trị rất thực tế.”